# 克莱芒萨
克莱芒萨（法語：Clémensat，法語發音：[klemɑ̃sa]）是法国多姆山省的一个市镇，位于该省南部，属于伊苏瓦尔区。

## 地理
克莱芒萨（45°33'46"N, 3°6'16"E）面积3.21 平方千米，位于法国奥弗涅-罗讷-阿尔卑斯大区多姆山省，该省份为法国中南部省份，北起阿列省接壤，东临卢瓦尔省，南至上盧瓦爾省和康塔爾省，西接科雷兹省和克勒兹省。
与克莱芒萨接壤的市镇（或旧市镇、城区）包括：圣弗洛雷、尚佩、蒙泰居勒布朗、圣樊尚。

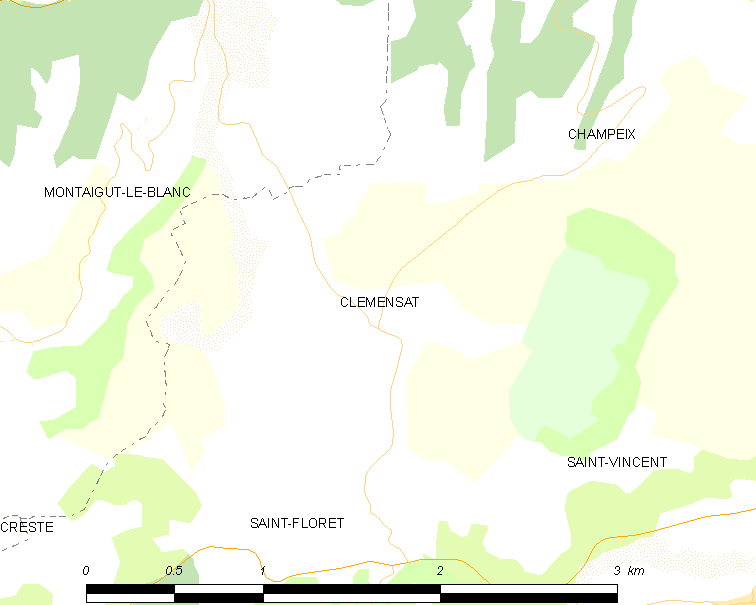
克莱芒萨的OSM定位图

克莱芒萨的时区为UTC+01:00、UTC+02:00（夏令时）。

## 行政
克莱芒萨的邮政编码为63320，INSEE市镇编码为63111。

## 政治
克莱芒萨所属的省级选区为勒桑西县。

## 人口

1962-2008年间克莱芒萨人口变化图示

克莱芒萨于2022年1月1日时的人口数量为121人。